# Джордж Ньюболд Лоуренс
Джордж Ньюболд Лоуренс (англ. George Newbold Lawrence, 20 жовтня 1806 — 17 січня 1895) — американський бізнесмен та орнітолог-любитель, який першим описав ряд видів птахів.

## Найковий доробок
Разом зі Спенсером Фуллертоном Бейрдом та Джоном Кессіном він опублікував твір «Birds of North America» (Птахи Північної Америки). Свою колекцію з 8 000 опудал птахів він заповідав Американському музею природної історії. Джон Кессін назвав на його честь маскового чижа — Carduelis lawrencei.